# Пам'ятки історії Брусилівського району
У Брусилівському районі Житомирської області на обліку перебуває 84 пам'ятки історії.
| №п/п | Охоронний номер | Найменування пам'ятки | Адреса                                                                            | Рік       | Автор                                                  | № рішення про взяття на державний облік | Фото |
| ---- | --------------- | --- | --------------------------------------------------------------------------------- | --------- | ------------------------------------------------------ | --------------------------------------- | ---- |
| 1.   | 587             | Братська могила радянських воїнів. Поховано 84 особи | Смт Брусилів, Брусилівська сел. рада, в центрі                                    | 1974 1987 | —                                                      | № 442 від 29.09.1969 р.                 |      |
| 2.   | 588             | Братська могила радянських воїнів. Поховано 37 осіб | Смт Брусилів, Брусилівська сел. рада                                              | 1974      | —                                                      | № 442 від 29.09.1969 р.                 |      |
| 3.   | 589             | Пам'ятник вчителям та учням, які загинули під час ВВВ | Смт Брусилів, Брусилівська сел. рада, біля школи                                  | 1967      | —                                                      | № 442 від 29.09.1969 р.                 |      |
| 4.   | 688             | Братська могила підпільників. Кількість похованих невідома | Смт Брусилів, Брусилівська сел. рада, вул. Революції, 14                          | 1975      | —                                                      | № 390 від 08.10.1992 р.                 |      |
| 5.   | 2770            | Місце розстрілу жертв фашизму | Смт Брусилів, Брусилівська сел. рада, вул. Гагаріна                               | 1983      | —                                                      | № 390 від 08.10.1992 р.                 |      |
| 6.   | 2771            | Пам'ятний знак на честь І. Огієнка — вченого та громадського діяча                                                                                            | Смт Брусилів, Брусилівська сел. рада, в центрі                                    | 1991      | —                                                      | № 390 від 08.10.1992 р.                 |      |
| 7.   | 584             | Братська могила радянських воїнів. Поховано 7 осіб | С. Биків, Озерська с/р, на кладовищі                                              | 1953      | —                                                      | № 442 від 29.09.1969 р.                 |      |
| 8.   | 585             | Братська могила радянських воїнів. Поховано 26 осіб | С. Болячів, Водотиївська с/р, біля клубу                                          | 1957      | —                                                      | № 442 від 29.09.1969 р.                 |      |
| 9.   | 599             | Братська могила радянських воїнів. Поховано 376 осіб | С. Високе, Ставищенська с/р, на кладовищі                                         | 1951      | —                                                      | № 442 від 29.09.1969 р.                 |      |
| 10.  | 2093            | Пам'ятник воїнам-односельчанам | С. Високе, Ставищенська с/р, біля клубу                                           | 1970      | —                                                      | № 559 від 26.12.1979 р.                 |      |
| 11.  | 594             | Могила Тихонова В. І. — Героя Радянського Союзу | С. Вільшка, Хомутецька с/р, на кладовищі                                          | 1959      | —                                                      | № 442 від 29.09.1969 р.                 |      |
| 12.  | 595             | Братська могила радянських воїнів. Поховано 291 особа | С. Вільшка, Хомутецька с/р, на кладовищі                                          | 1959      | —                                                      | № 442 від 29.09.1969 р.                 |      |
| 13.  | 2772            | Братська могила партизан. Кількість похованих невідома | С. Вільшка, Хомутецька с/р, біля клубу                                            | 1957      | —                                                      | № 390 від 08.10.1992 р.                 |      |
| 14.  | 2773            | Братська могила радянських воїнів. Кількість похованих невідома                                                                                               | С. Вільшка, Хомутецька с/р, на кладовищі                                          | 1964      | —                                                      | № 390 від 08.10.1992 р.                 |      |
| 15.  | 2774            | Братська могила радянських воїнів. Кількість похованих невідома                                                                                               | С. Вільшка, Хомутецька с/р, на кладовищі                                          | 1964      | —                                                      | № 390 від 08.10.1992 р.                 |      |
| 16.  | 2775            | Місце загибелі Тихонова В. І. — Героя Радянського Союзу | С. Вільшка, Хомутецька с/р, в полі                                                | 1944      | —                                                      | № 390 від 08.10.1992 р.                 |      |
| 17.  | 2776            | Братська могила радянських воїнів. Кількість похованих невідома                                                                                               | С. Водотиї, Водотиївська с/р, на кладовищі                                        | 1956      | —                                                      | № 390 від 08.10.1992 р.                 |      |
| 18.  | 598             | Братська могила радянських воїнів. Поховано 3 особи | С. Водотиї, Водотиївська с/р, біля Будинку культури                               | 1956      | —                                                      | № 442 від 29.09.1969 р.                 |      |
| 19.  | 1614            | Братська могила радянських воїнів. Поховано 192 особи | С. Водотиї, Водотиївська с/р, на кладовищі                                        | 1967      | —                                                      | № 442 від 29.09.1969 р.                 |      |
| 20.  | 1615            | Пам'ятник борцям за встановлення радянської влади | С. Водотиї, Водотиївська с/р, в центрі                                            | 1969      | —                                                      | № 388 від 06.09.1976 р.                 |      |
| 21.  | 2094            | Пам'ятник воїнам-односельчанам | С. Водотиї, Водотиївська с/р, в центрі                                            | 1970      | —                                                      | № 559 від 26.12.1979 р.                 |      |
| 22.  | 1616            | Братська могила радянських воїнів. Поховано 64 особи | С. Дивин, Дивинська с/р, на кладовищі                                             | 1958      | —                                                      | № 442 від 29.09.1969 р.                 |      |
| 23.  | 1617            | Братська могила радянських воїнів. Поховано 65 осіб | С. Дивин, Дивинська с/р, біля клубу                                               | 1962      | —                                                      | № 442 від 29.09.1969 р.                 |      |
| 24.  | 604             | Братська могила радянських воїнів. Поховано 64 особи | С. Дивин, Дивинська с/р, на кладовищі                                             | 1966      | —                                                      | № 442 від 29.09.1969 р.                 |      |
| 25.  | 2777            | Могила радянського воїна | С. Дивин, Дивинська с/р, вул. Чубаря                                              | 1985      | —                                                      | № 390 від 08.10.1992 р.                 |      |
| 26.  | 605             | Братська могила радянських воїнів. Поховано 55 осіб | С. Долинівка, Соболівська с/р, в центрі                                           | 1956      | —                                                      | № 442 від 29.09.1969 р.                 |      |
| 27.  | 2097            | Пам'ятник воїнам-односельчанам | С. Долинівка, Соболівська с/р, в центрі                                           | 1970      | —                                                      | № 559 від 26.12.1979 р.                 |      |
| 28.  | 606             | Братська могила радянських воїнів та пам'ятник воїнамодносельчанам. Поховано 124 особи                                                                        | С. Дубрівка, Яструбеньківська с/р, на кладовищі                                   | 1957 1961 | —                                                      | № 442 від 29.09.1969 р.                 |      |
| 29.  | 607             | Братська могила радянських воїнів. Поховано 8 осіб | С. Западня, Озерська с/р, на кладовищі                                            | 1968      | —                                                      | № 442 від 29.09.1969 р.                 |      |
| 30.  | 608             | Братська могила радянських воїнів. Поховано 24 особи | С. Западня, Озерська с/р, біля клубу                                              | 1963      | —                                                      | № 442 від 29.09.1969 р.                 |      |
| 31.  | 610             | Братська могила радянських воїнів. Поховано 1269 осіб | С. Йосипівка, Ставищенська с/р, в полі                                            | 1969      | —                                                      | № 442 від 29.09.1969 р.                 |      |
| 32.  | 611             | Братська могила радянських воїнів. Поховано 8 осіб | С. Йосипівка, Ставищенська с/р, на кладовищі                                      | 1966      | —                                                      | № 442 від 29.09.1969 р.                 |      |
| 33.  | 612             | Пам'ятник воїнамодносельчанам | С. Йосипівка, Ставищенська с/р, в центрі                                          | 1965      | —                                                      | № 442 від 29.09.1969 р.                 |      |
| 34.  | 2778            | Братська могила радянських воїнів. Кількість похованих невідома                                                                                               | С. Йосипівка, Ставищенська с/р, на кладовищі                                      | 1958      | —                                                      | № 390 від 08.10.92 р.                   |      |
| 35.  | 616             | Братська могила радянських воїнів. Поховано 19 осіб | С. Карабачин, Карабачинська с/р, в центрі                                         | 1967      | —                                                      | № 442 від 29.09.1969 р.                 |      |
| 36.  | 617             | Могила Блохіна В. Л. — учасника громадянської війни | С. Карабачин, Карабачинська с/р, в центрі                                         | 1967      | —                                                      | № 442 від 29.09.1969 р.                 |      |
| 37.  | 622             | Братська могила радянських воїнів. Поховано близько 20 осіб                                                                                                   | С. Ковганівка, Містечківська с/р, на кладовищі                                    | 1964      | —                                                      | № 442 від 29.09.1969 р.                 |      |
| 38.  | 623             | Братська могила радянських воїнів. Поховано 72 особи (?) | С. Костівці, Ставищенська с/р, в центрі                                           | 1957      | —                                                      | № 442 від 29.09.1969 р.                 |      |
| 39.  | 624             | Пам'ятник воїнам-односельчанам | С. Костівці, Ставищенська с/р, в центрі                                           | 1946      | —                                                      | № 442 від 29.09.1969 р.                 |      |
| 40.  | 642             | Братська могила радянських воїнів. Поховано 38 осіб | С. Краківщина, Хомутецька с/р, на кладовищі                                       | 1959      | —                                                      | № 442 від 29.09.1969 р.                 |      |
| 41.  | 644             | Братська могила радянських воїнів. Поховано 50 осіб | С. Лазарівка, Лазарівська с/р, на кладовищі                                       | 1960      | —                                                      | № 442 від 29.09.1969 р.                 |      |
| 42.  | 646             | Братська могила радянських воїнів, серед яких поховані Гур'єв Г. І. та Попов Л. І. — Герої Радянського Союзу. Кількість похованих невідома                    | С. Морозівка, Морозівська с/р, на кладовищі                                       | 1955 1982 | —                                                      | № 442 від 29.09.1969 р.                 |      |
| 43.  | 2563            | Пам'ятник воїнам 18-ї армії | С. Морозівка, Морозівська с/р, в центрі                                           | 1981      | —                                                      | № 468 від 29.10.1983 р.                 |      |
| 44.  | 2609            | Пам'ятник воїнам-визволителям | С. Морозівка, Морозівська с/р, на кладовищі                                       | 1982      | —                                                      | № 52 від 04.02.1985 р.                  |      |
| 45.  | 647             | Братська могила радянських воїнів. Поховано 99 осіб | С. Містечко, Містечківська с/р, на околиці                                        | 1959      | —                                                      | № 442 від 29.09.1969 р.                 |      |
| 46.  | 2779            | Група (2) братських могил радянських воїнів. Кількість похованих невідома                                                                                     | С. Містечко, Містечківська с/р, на кладовищі                                      | 1983      | —                                                      | № 390 від 08.10.1992 р.                 |      |
| 47.  | 649             | Братська могила радянських воїнів, серед яких похований Переченков І. М. — Герой Радянського Союзу. Поховано 167 осіб                                         | С. Нові Озеряни, Новоозерянська с/р, в центрі                                     | 1957      | —                                                      | № 442 від 29.09.1969 р.                 |      |
| 48.  | 2611            | Пам'ятник Переченкову І. М. — Герою Радянського Союзу | С. Нові Озеряни, Новоозерянська с/р, на території школи                           | 1984      | —                                                      | № 52 від 04.02.1985 р.                  |      |
| 49.  | 2610            | Пам'ятник воїнам-односельчанам | С. Озера, Озерська с/р, в центрі                                                  | 1980      | —                                                      | № 52 від 04.02.1985 р.                  |      |
| 50.  | 651             | Братська могила радянських воїнів. Поховано 23 особи | С. Озера, Озерська с/р, в центрі                                                  | 1959      | —                                                      | № 442 від 29.09.1969 р.                 |      |
| 51.  | 652             | Братська могила радянських воїнів. Поховано 1269 осіб | С. Осівці, Осівецька с/р, на околиці                                              | 1957 1994 | —                                                      | № 442 від 29.09.1969 р.                 |      |
| 52.  | 2780            | Могила Москальчука Г. М. | С. Осівці, Осівецька с/р, на кладовищі                                            | 1957      | —                                                      | № 390 від 08.10.1992 р.                 |      |
| 53.  | 2781            | Братська могила радянських воїнів. Кількість похованих невідома                                                                                               | С. Осівці, Осівецька с/р, на кладовищі                                            | 1957      | —                                                      | № 390 від 08.10.1992 р.                 |      |
| 54.  | 3091            | Пам'ятний знак «На рубежі мужності» | С. Осівці, Осівецька с/р, на околиці, на північний захід від села                 | 1994      | Архітектор — Марчук Н. Г. скульптор — Таранченко В. О. | № 616 від 29.09.1999 р.                 |      |
| 55.  | 654             | Братська могила радянських воїнів. Поховано 60 осіб | С. Пилипонка, Романівська с/р, біля школи                                         | 1968      | —                                                      | № 442 від 29.09.1969 р.                 |      |
| 56.  | 655             | Братська могила радянських воїнів. Поховано 15 осіб | С. Покришів, Покришівська с/р, біля клубу                                         | 1957      | —                                                      | № 442 від 29.09.1969 р.                 |      |
| 57.  | 545             | Братська могила учасників громадянської війни. Кількість похованих невідома                                                                                   | С. Покришів, Покришівська с/р, в центрі                                           | 1948      | —                                                      | № 442 від 29.09.1969 р.                 |      |
| 58.  | 656             | Братська могила радянських воїнів. Поховано 30 осіб | С. Привороття, Приворітська с/р, в центрі                                         | 1957      | —                                                      | № 442 від 29.09.1969 р.                 |      |
| 59.  | 2612            | Пам'ятник воїнам-односельчанам | С. Привороття, Приворотська с/р, в центрі                                         | 1984      | —                                                      | № 52 від 04.02.1985 р.                  |      |
| 60.  | 658             | Братська могила радянських воїнів. Поховано 69 осіб | С. Романівка, Романівська с/р, в центрі                                           | 1955      | —                                                      | № 442 від 29.09.1969 р.                 |      |
| 61.  | 663             | Братська могила радянських воїнів. Поховано 228 осіб | С. Скочище, Скочищанська с/р, на околиці                                          |           | —                                                      | № 442 від 29.09.1969 р.                 |      |
| 62.  | 2613            | Пам'ятник воїнам-односельчанам | С. Скочище, Скочищанська с/р, в центрі                                            | 1981      | —                                                      | № 52 від 04.02.1985 р.                  |      |
| 63.  | 2782            | Братська могила радянських воїнів. Кількість похованих невідома                                                                                               | С. Скочище, Скочищанська с/р, в центрі                                            | 1985      | —                                                      | № 390 від 08.10.1992 р.                 |      |
| 64.  | 2111            | Братська могила радянських воїнів. Поховано 51 особа | С. Скочище, Скочищанська с/р, на кладовищі                                        | 1956      | —                                                      | № 442 від 29.09.1969 р.                 |      |
| 65.  | 670             | Братська могила радянських воїнів та пам'ятник воїнам-односельчанам. Поховано 27 осіб                                                                         | С. Соболівка, Соболівська с/р, в центрі                                           | 1961 1981 | —                                                      | № 442 від 29.09.1969 р.                 |      |
| 66.  | 2783            | Братська могила учасників громадянської війни. Кількість похованих невідома                                                                                   | С. Соболівка, Соболівська с/р, в центрі                                           | 1981      | —                                                      | № 390 від 08.10.1992 р.                 |      |
| 67.  | 2784            | Могила Головащука Т. Є. — сількора | С. Соболівка, Соболівська с/р, на кладовищі                                       | 1976      | —                                                      | № 390 від 08.10.1992 р.                 |      |
| 68.  | 2785            | Братська могила радянських воїнів. Кількість похованих невідома                                                                                               | С. Соловіївка, Соловіївська с/р, на кладовищі                                     | 1980      | —                                                      | № 390 від 08.10.1992 р.                 |      |
| 69.  | 2786            | Могила Шепетчука К. П. — учасника громадянської війни | С. Соловіївка, Соловіївська с/р, на кладовищі                                     | 1987      | —                                                      | № 390 від 08.10.1992 р.                 |      |
| 70.  | 667             | Пам'ятник воїнам-односельчанам (місце первісного поховання радянських воїнів)                                                                                 | С. Соловіївка, Соловіївська с/р, в центрі                                         | 1950      | —                                                      | № 442 від 29.09.1969 р.                 |      |
| 71.  | 668             | Група братських (1) та індивідуальних (7) могил радянських воїнів, серед яких похований Косарєв А. В. — Герой Радянського Союзу. Кількість похованих невідома | С. Соловіївка, Соловіївська с/р, на кладовищі                                     | 1958      | —                                                      | № 442 від 29.09.1969 р.                 |      |
| 72.  | 668 (а)         | Могила Косарєва А. В. — Героя Радянського Союзу | С. Соловіївка, Соловіївська с/р, на кладовищі                                     | 1950      | —                                                      | № 442 від 29.09.1969 р.                 |      |
| 73.  | 2112            | Місце розстрілу Шепетчука К. П. — учасника громадянської війни                                                                                                | С. Соловіївка, Соловіївська с/р, в центрі                                         | 1965      | —                                                      | № 559 від 26.12 . 1979 р.               |      |
| 74.  | 2113            | Пам'ятник воїнам-односельчанам | С. Соловіївка, Соловіївська с/р, в центрі                                         | 1975      | —                                                      | № 559 від 26.12.1979 р.                 |      |
| 75.  | 671             | Пам'ятник воїнам-односельчанам | С. Ставище, Ставищенська с/р, біля сільради                                       | 1965      | —                                                      | № 442 від 29.09.1969 р.                 |      |
| 76.  | 672             | Братська могила радянських воїнів. Поховано 138 осіб | С. Ставище, Ставищенська с/р, біля сільради                                       | 1967      | —                                                      | № 442 від 29.09.1969 р.                 |      |
| 77.  | 2114            | Місце прориву оборони німецько-фашистських військ | С. Ставище, Ставищенська с/р, автотраса Київ — Житомир, біля АЗС                  | 1975      | —                                                      | № 559 від 26.12.1979 р.                 |      |
| 78.  | 2498            | Будинок, в якому знаходився командний пункт мінометного дивізіону «Катюш» Колеснікова П. В.                                                                   | С. Ставище, Ставищенська с/р, приміщення Будинку культури                         | 1978      | —                                                      | № 22 від 21.01.1983 р.                  |      |
| 79.  | 2500            | Пам'ятник радянським мінометникам | С. Ставище, Ставищенська с/р, автотраса Київ — Житомир (80 км на захід від школи) | 1979      | Таранченко В. О. Марчук М. Г.                          | № 22 від 21.01.1983 р.                  |      |
| 80.  | 2499            | Пам'ятний знак на честь начальника політвідділу 18-ї армії Брежнєва Л. І.                                                                                     | С. Ставище, Ставищенська с/р, хутір Лисиця                                        | 1978      | —                                                      | № 22 від 21.01.1983 р.                  |      |
| 81.  | 673             | Братська могила радянських воїнів та пам'ятник воїнам-односельчанам. Поховано 157 осіб                                                                        | С. Старицьке, Містечківська с/р, на кладовищі                                     | 1965      | —                                                      | № 442 від 29.09.1969 р.                 |      |
| 82.  | 683             | Братська могила радянських воїнів. Поховано 76 осіб | С. Хомутець, Хомутецька с/р, на кладовищі                                         | 1955      | —                                                      | № 442 від 29.09.1969 р.                 |      |
| 83.  | 689             | Братська могила радянських воїнів та пам'ятник воїнам-односельчанам. Поховано 203 особи                                                                       | С. Яструбенька, Яструбеньківська с/р, на кладовищі                                | 1957 1961 | —                                                      | № 442 від 29.09.1969 р.                 |      |
| 84.  | 690             | Братська могила радянських воїнів та пам'ятник воїнам-односельчанам. Поховано 202 особи                                                                       | С. Яструбна, Яструбеньківська с/р, на кладовищі                                   | 1957 1961 | —                                                      | № 442 від 29.09.1969 р.                 |      |
|      |                 | |                                                                                   |           |                                                        |                                         |      |